# Персон, Христиан Генрих
Христиа́н Ге́нрих (Кристиан Хендрик) Пе́рсон (нидерл. Christiaan Hendrik Persoon, 1761—1836) — ботаник-миколог, существенно дополнивший своими работами линнеевскую таксономию грибов. Составил первую научную систему грибов и установил много родов и видов. Подданный Нидерландов.

## Жизненный и научный путь
Персон родился в Южной Африке, на мысе Доброй Надежды, был третьим ребёнком в семье. Отец был иммигрантом из Померании, мать — голландка. Мать умерла в мае 1763 года. Когда Христиану Генриху исполнилось тринадцать лет, отец направил его в Европу для получения образования. Спустя год после отъезда сына скончался и отец. Осиротевший Христиан уже более никогда не возвращался на родину.
Сперва Персон изучал богословие в Университете Галле (Германия), однако в 1784 году (в возрасте 22 лет) переключился на медицину в университете Лейдена (до 1786 года) и естественные науки (в том числе и в первую очередь, ботанику) в Гёттингенском университете. Через пятнадцать лет (в 1799 году) он успешно защитил свою докторскую диссертацию в Немецкой Академии наук Леопольдина (нем. Kaiserlich-Leopoldinisch-Carolinische Deutsche Akademie der Naturforscher) в Эрлангене, стал доцентом Гёттингенского университета.
Из Гёттингена в 1802 году он перебрался в Париж, где и провёл остаток своей жизни, снимая мансарду дома в бедном районе города. Он был небогат, холост, вёл затворнический образ жизни и тем не менее переписывался с ботаниками всей Европы. На пороге нищеты Персон вынужден был подарить в 1825 году свой весьма полный гербарий голландскому правительству с условием, что в обмен ему будет предоставлена скромная пенсия. В 1834 году Персон предложил продать за 800 флоринов свою библиотеку, архив и вновь собранные коллекции растений королю Нидерландов. Это предложение было принято, и когда Персон скончался в Париже в 1836 году, его библиотеку, рукописи и новые гербарные листы добавили к коллекции, которая уже находилась в Национальном гербарии Нидерландов в Лейдене. Гербарий Персона в Лейдене насчитывает 8 374 записи.

## Вклад в науку
Самой ранней из ботанических работ Персона была Abbildungen der Schwämme (нем.), опубликованная тремя частями в 1790, 1791 и 1793 годах. Между 1805 и 1807 годами он опубликовал два тома Synopsis plantarum (лат.), где описал 20 000 видов растений.
Известность и уважение в научном мире Персону принесли его новаторские исследования грибов. Он издал ряд работ по микологии, начав с Synopsis methodica fungorum Архивная копия от 7 декабря 2021 на Wayback Machine (лат.) (1801). Этот труд явился отправной точкой для таксономии порядков Ржавчинные (Uredinales), Головнёвые (Ustilaginales) и гастеромицетов.

Работы Персона по таксономии грибов оказали сильное влияние на развитие микологии в целом. Почти одновременно с Персоном таксономией грибов увлёкся (и достиг в этом больших успехов) Элиас Магнус Фрис (1794—1878). Французский историк науки Юго, указывая, что первоначально более молодой и энергичный Фрис брал верх над старшим коллегой, отмечает, что 
«…в философской основе двух микологов, однако, было тонкое различие, которое почувствовали несколько французских микологов, которые стали называть себя носителями „традиций Персона“. Первым из них был Жан Батист Мужо (Mougeot, 1776—1858); важно, что в той части Франции, где жил Мужо, развилась и процветала феноменальная группа известных микологов. Мужо передал эстафету Люсьену Келе (Quélet, 1832—1899), Жану Луи Эмилю Будье (Boudier, 1828—1920) и Нарсиссу Теофилю Патуйяру (Patouillard, 1854—1926); и именно эта школа представила совершенно новую таксономию грибов и постепенно опередила последователей традиции Фриса, в конце концов отодвинув её в сторону.»
.
В 1815 году Персон был избран членом-корреспондентом Королевской шведской академии наук. Персон был также членом-корреспондентом Королевского общества Гёттингена, членом Академии наук Турина, Обществ естествоиспытателей Берлина и Веттерау и членом Линнеевского общества Филадельфии.
Род австралийских небольших деревьев и кустарников Персония (Persoonia Sm.), nom. cons., 1798, семейства Протеевые (Proteaceae) назван в его честь. Роды Persoonia Willd. семейства Мелиевые (Meliaceae) и Persoonia Michx. семейства Астровые (Asteraceae), тоже названные в честь Персона, включены в синонимику соответственно Карапа (Carapa Aubl.) и Маршаллия (Marshallia Schreb.)
Микологический журнал Persoonia, который издаётся Национальным гербарием Нидерландов в Лейдене с 1959 года, назван в знак признания заслуг Персона в микологии.

## Печатные труды
- Neuer versuch einer systematische Eintheilung der Schwämme. In: Römers Neues Magazin für der Botanik 1794, 1 p. 109 (нем.)
- Observationes mycologicae (лат.) (Лейпциг, 1796—1799, два тома)
- Tentamen dispositionis methodicae fungorum in classes, ordines, generae et familias (лат.) (Лейпциг, 1797)
- Commentatio de fungis clavaeformibus (лат.) (Лейпциг, 1797)
- Icones et discriptiones Fungorum minus cognitorum (лат.) (Лейпциг, 1798—1800, два выпуска)
- Commentarius, Schaefferi fungorum Bavariae indigenorum icones pictas, differentiis specificis etc. illustrans (лат.) (Эрланген, 1800)
- Sinopsis methodica fungorum Архивная копия от 7 декабря 2021 на Wayback Machine (лат.) (Гёттинген, 1801, две части)[13]
- Icones pictae rariorum Fungorum (лат.) (Париж, 1803—1808, четыре выпуска)
- Traité sur les Champignons comestibles Архивная копия от 1 августа 2016 на Wayback Machine (фр.) (Париж, 1819)
- Mycologia Europaea seu completa omnium fungorum in variis Europaeae regionibus detectorum enumeratio, methodo naturali disposita, descriptione succincta, synonymia selecta et observationibus criticis additis (лат.) (Эрланген, 1822—1828, три тома)
- Sinopsis plantarum seu Enchiridium botanicum (лат.) (Париж, 1805—1807, два тома),
- Species Plantarum seu Enchiridium botanicum (лат.) (Санкт-Петербург, 1817—1821, пять томов).

Персон подготовил к печати пятнадцатое издание линнеевской Systema vegetabilium (лат.) (Гёттинген, 1797).